# Животкевич, Николай Иосифович
Николай Иосифович Животкевич (1925—2002) — советский хозяйственный, государственный и политический деятель, доктор технических наук.

## Биография
Родился 9 сентября 1925 года в Богородске. Член КПСС.
Участник Великой Отечественной войны. С 1951 года — на хозяйственной, общественной и политической работе. В 1951—1993 гг. — на различных должностях в Волжском грузовом речном пароходстве и в Куйбышевском линейном пароходстве. заместитель начальника пароходства «Волготанкер», начальник Иртышского речного пароходства, заместитель директора ЦНИИЭВТ.
Делегат XXIV съезда КПСС.
Участник разработки проекта Кодекса речного транспорта РФ.

Могила Животкевича на Миусском кладбище Москвы.

Умер в Москве 11 мая 2002 года.